# سالاس د بوربا
سالاس د بوربا (به اسپانیایی: Salas de Bureba) یک شهرستان در اسپانیا است که در کاستیا و لئون واقع شده‌است.

## خصوصیات
سالاس د بوربا ۱۳ کیلومترمربع مساحت و ۱۳۵ نفر جمعیت دارد و ۶۴۰ متر بالاتر از سطح دریا واقع شده‌است.